# Сільський округ імені Алькея Маргулана
Сільський округ імені Альке́я Маргула́на (каз. Әлкей Марғұлан ауылдық округі, рос. Сельский округ имени Алькея Маргулана) — адміністративна одиниця у складі Екібастузької міської адміністрації Павлодарської області Казахстану. Адміністративний центр та єдиний населений пункт — село імені Алькея Маргулана.
Населення — 491 особа (2021; 505 у 2009, 798 у 1999, 1201 у 1989).
Станом на 1989 рік існувала Степна сільська рада (села Бригада 4, Нова База, Отділення 1, Степне) колишнього Екібастузького району. Село Отділення 1 було ліквідовано 2006 року.

## Склад
До складу округу входять такі населені пункти:
| Населений пункт              | Старі назви     | Населення, осіб (1989) | Населення, осіб (1999) | Населення, осіб (2009) | Населення, осіб (2021) |
| ---------------------------- | --------------- | ---------------------- | ---------------------- | ---------------------- | ---------------------- |
| Бригада 4, село              | -               | 37                     | -                      | -                      | -                      |
| імені Алькея Маргулана, село | Степне, Коктобе | 1130                   | 601                    | 505                    | 491                    |
| Нова База, село              | -               | 16                     | -                      | -                      | -                      |
| Отділення 1, село            | -               | 18                     | 197                    | -                      | -                      |